# Зигмунт Пшибильський
Зи́гмунт Пшиби́льський (нар. 2 травня 1856, Краків — пом. 13 лютого 1909, Варшава) — польський драматург і автор книг про театр, директор Львівського театру Скарбека у 1894—1896 роках.

## Життєпис
Закінчив філософський факультет Ягеллонського університету.
З молодих років писав театральні рецензії для преси.
1884 року переїхав до Варшави, де почав співпрацювати з газетами «Słowo» і «Wiek», був оглядачем театральних новинок.
Того ж року написав важливу для історії польської сцени книгу «З історії розвитку польського театру» («Z rozwoju teatru polskiego»).
1894—1896 років був директором Львівського театру Скарбека.
1896—1904 років працював у Садовому театрі Варшави.
Писав одноактні п'єси та фарси з життя дрібної буржуазії та знаті, які ставились на сцені польських театрів Австро-Угорщини і Російської імперії.
Помер 13 лютого 1909 у Варшаві. Похований на Повонзківському цвинтарі.

## Твори
- 1863 — Поразка Січневого повстання в російській частині (Klęska powstania styczniowego w zaborze rosyjskim)
- 1878 — Театральна критика у Кракові (Krytyka teatralna w Krakowie)
- 1878 — Гілочка жасмину (Gałązka jaśminu)
- 1886 — Вічек і Вачек (Wicek i Wacek)
- 1887 — Панна (Panna)
- 1887 — Пан і пані Вакові (Państwo Wackowie)
- 1888 — Мій маленький (Mój mały)
- 1890 — Золоті гори (Złote góry)
- 1892 — Протекція дам (Protekcja dam)
- 1893 — Цвіте бузок! (Bzy kwitną!)
- 1897 — Мир включено в ціну (Pokój zawarty)
- 1898 — Молодята (Państwo młodzi)
- 1900 — Орендар з Олесова (Dzierżawca z Olesiowa)
- 1901 — Садиба у Владковіце (Dwór we Władkowicach)
- 1901 — З розвитку польського театру. Антоніна Гоффман (Z rozwoju polskiego teatru. Antonina Hoffmann)
- 1902 — Місцевий літопис (Kronika miejscowa)
- 1902 — Наші швачки (Nasze szwaczki)
- 1902 — Борг честі (Dług honorowy)
- 1908 — Волоцюга (Włóczęga)